# Феркаш (комуна)
Феркаш (рум. Fărcaș) — комуна у повіті Долж в Румунії. До складу комуни входять такі села (дані про населення за 2002 рік):
- Амерешть (612 осіб)
- Голумбелу (206 осіб)
- Голумбу (648 осіб)
- Плопу-Амерешть (124 особи)
- Феркаш (569 осіб)

Комуна розташована на відстані 187 км на захід від Бухареста, 31 км на північ від Крайови.

## Населення
За даними перепису населення 2002 року у комуні проживали 3644 особи.
Національний склад населення комуни:
| Національність | Кількість осіб | Відсоток |
| -------------- | -------------- | -------- |
| румуни         | 3483           | 95,6%    |
| цигани         | 160            | 4,4%     |
| угорці         | 1              | < 0,1%   |

Рідною мовою назвали:
| Мова      | Кількість осіб | Відсоток |
| --------- | -------------- | -------- |
| румунська | 3641           | 99,9%    |
| циганська | 3              | 0,1%     |

Склад населення комуни за віросповіданням:
| Релігія       | Кількість осіб | Відсоток |
| ------------- | -------------- | -------- |
| православні   | 3576           | 98,1%    |
| адвентисти    | 52             | 1,4%     |
| п'ятдесятники | 9              | 0,2%     |
| баптисти      | 7              | 0,2%     |